# Casa-fàbrica Pi
La casa-fàbrica Pi és un conjunt de dos edificis situats als carrers de Sant Antoni Abat, 19 i de Sant Climent, 3 del barri del Raval de Barcelona. Com que no estan catalogats, els correspon la categoria D (bé d'interès documental) atorgada per defecte a tots els edificis del districte de Ciutat Vella.

## Història
El 1797, el fabricant d'indianes Albert Pi i Sans va demanar permís per a posar estenedor a la seva casa-fàbrica del carrer de Sant Antoni Abat, i novament el 1798 i 1799 per a fer-hi diverses reformes. Poc després, va adquirir una finca veïna al carrer de Sant Climent, i entre el 1801 i el 1802 hi va fer més reformes. El 1820 va demanar permís per a reobrir una porta al carrer de Sant Climent.
El 1825, la propietat va sortir a subhasta pública a instàncies dels seus creditors, essent finalment adquirida el 1828 per Josep Borrell i Monreal, sotstinent d'infanteria agregat a l'Estat Major de la plaça, que l'any següent demanaria permís per a fer-hi reformes.
Posteriorment, va passar a mans de Pau Ribas i Casanovas, que hi tenia la seva botiga de teixits, traslladada després al carrer de l'Hospital, 94 i de la Riera Baixa, 7.

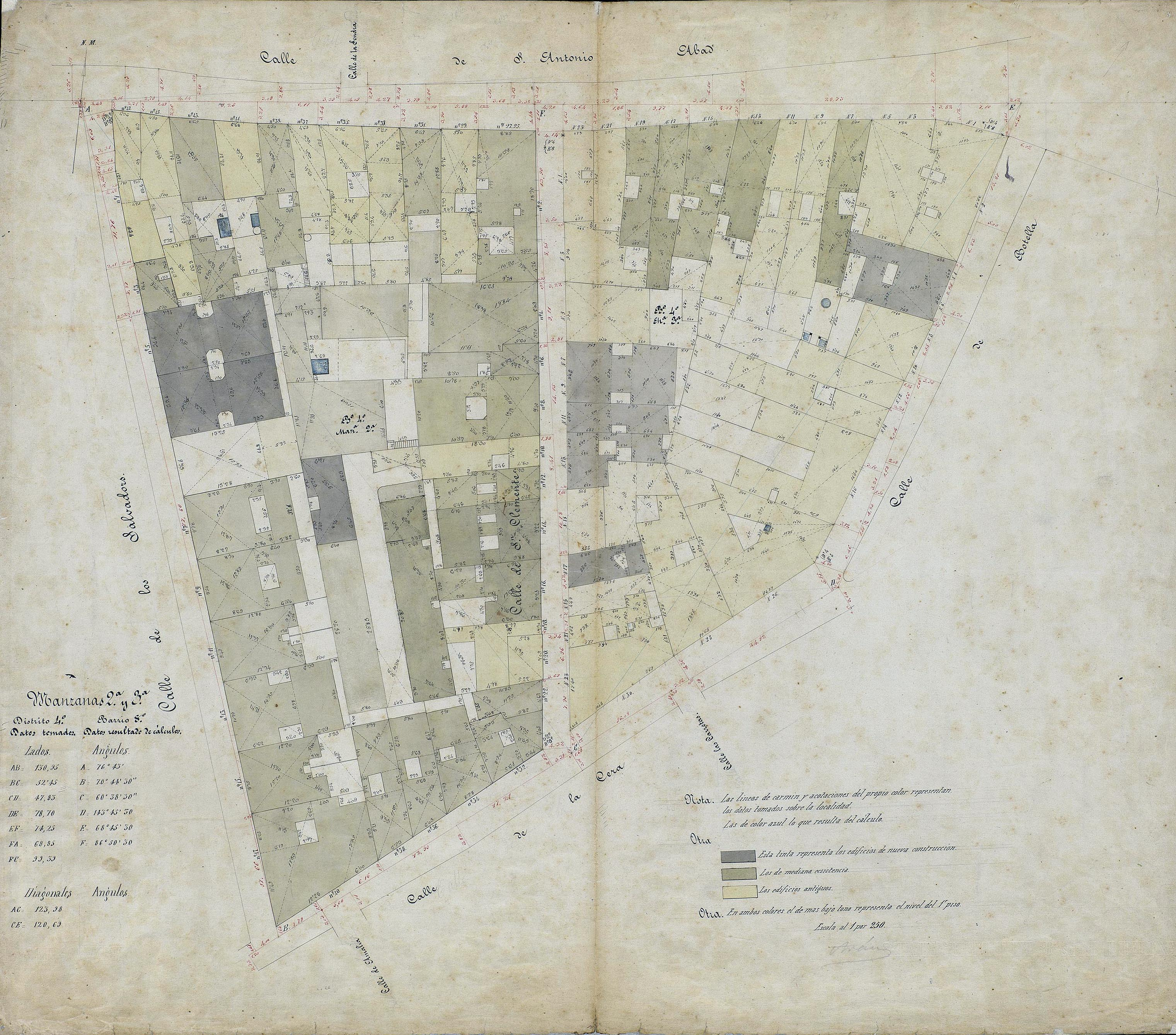
Quarteró núm. 108 de Garriga i Roca (c. 1860)